# オルガン音楽
この項ではオルガン音楽（オルガンおんがく）のうち、特にパイプオルガンの作品の歴史について述べる。

## 中世とルネサンス
オルガンの楽器としての歴史と同様、オルガン作品の歴史も古くからあるはずだが、その解説は楽譜として残っているものに拠るしかない。従ってここではタブラチュアなどに記録されたものを対象に述べることになる。

### 主な作曲家と作品
※この時代の鍵盤音楽は、しばしばオルガン、クラヴィコード、チェンバロで演奏された。
- ランディーニ
- パウマン
- カベソン
- ブル
- バード

## バロック

### 主な作曲家と作品
- フレスコバルディ
- スウェーリンク
- ヴェックマン
- フローベルガー
- パッヘルベル
- リューベック
- ベーム
- ブクステフーデ
- J.S. バッハ
- ルイ・クープラン
- フランソワ・クープラン
- ダカン
- デュマージュ
- グリニー

## ロマン派
オルガン音楽の復興は、19世紀のフランスにおいて始まった。フランス革命によって、中世から存在したオルガンは、教会と共にその殆どが破壊された。そこへ現れたのが、名オルガン製作者カヴァイエ・コルであった。彼は、バロック期までのオルガンとは違って、オーケストラを一人で弾くようなオルガンを次々と製作した。彼の製作したオルガンの奏者たちは、その新たな楽器にふさわしい作品をこぞって作曲した。サン＝サーンスやフランク、ヴィドールといった人々がそうである。こうして、フランスに楽派が形成されることになる。

### 主な作曲家と作品
- リスト
  - 「アド・ノス、アド・サルタレム・ウンダム」による幻想曲とフーガ
  - バッハの名による前奏曲とフーガ
- フランク
  - 3つの小品
  - 6つの作品 - 「交響的大曲」、「前奏曲、フーガと変奏曲」、「パストラール」などを含む
  - 3つのコラール
- サン＝サーンス
  - 交響曲第3番《オルガン付き》（オーケストラとオルガンを融合した作品）
  - 糸杉と月桂樹
- ヴィドール
  - 10曲のオルガン交響曲（一人によるオーケストラを目指した大曲。第5番の「トッカータ」、第9番、第10番が有名）

## 近代・現代

### 主な作曲家と作品
- J.アラン
- ヴィエルヌ
  - 6曲のオルガン交響曲
- M.デュプレ
  - 古いクリスマスの歌による変奏曲
- デュリュフレ
- メシアン
- ラングレー
- シェーンベルク
  - レシタティーフによる変奏 op.40
- プーランク
  - オルガンとティンパニのための協奏曲
- リゲティ
  - ヴォルーミナ